# 对氯间二甲苯酚
氯二甲酚（英語：chloroxylenol），也稱為對氯間二甲苯酚（英語：para-chloro-meta-xylenol，簡稱PCMX），是一種氯取代（苯酚分子中的氫原子被氯原子取代後的化合物）的苯酚，外觀呈白色至灰白色，有酚的氣味。這種物質是業界於1800年代末期即開始致力研發改良抗菌劑而取得的成果。由於德國累積煤焦油成分研究已有10年，而促使其於1923年被成功合成。

## 用途
含有氯二甲酚的製劑在醫院和家庭中用作抗菌劑及消毒劑。通常會將其用於抗菌肥皂製造、傷口清潔和其他家庭消毒之中。此物質有多種配方，且有多種品牌名稱（包括英國利潔時公司旗下家用清潔用品和消毒液品牌 - 滴露（Dettol））。
含有4.8%氯二甲酚成分的溶液已被列入世界衛生組織基本藥物標準清單之中。此溶劑經稀釋後可用作抗菌劑及消毒劑，以及用於皮膚消毒。用酒精稀釋後，適用於醫療器械消毒之用。

### 美國
氯二甲酚於1959年首次引進美國。根據美國國家環境保護局（EPA）的規定，含有氯二甲酚的產品不得以任何會導致水污染的方式使用。

### 歐盟
歐盟規定化妝品中的最高容許氯二甲酚含量為0.5%。

## 抗菌特性
氯二甲酚對革蘭氏陽性菌的消毒作用最為明顯。它透過破壞病原體的細胞壁並停止其酵素的功能而發揮作用。它的效果不如一些已在市面上販售的抗菌劑。測試顯示出含有氯二甲酚的產品可有效對抗嚴重急性呼吸道症候群冠狀病毒2型（SARS-CoV-2） 病毒和正痘病毒屬病毒。
由於以往曾廣被使用的六氯酚[以及後來的二氯苯氧氯酚和其他物質基於不同的原因從世界市場中移除，氯二甲酚的使用量因而不斷增加。氯二甲酚目前用於控制細菌、藻類和真菌，包含於以下領域：
- 黏合劑和密封劑產品
- 建築產品
- 潤滑油和潤滑脂產品
- 油漆及塗料產品
- 塑膠和聚合物產品
- 洗滌槽
- 尿布桶
- 洗衣設備
- 寢具
- 寵物居住區
- 醫院
- 個人護理用品
- 清潔和家具護理產品
- 布料、紡織品和皮革製品
- 墨水、碳粉和著色劑產品

## 攝入過量風險
滴露（氯二甲酚溶液）和一般清潔劑一樣具有毒性，不可吞食。使用時務必按照指示稀釋，並避免直接接觸皮膚，以免造成過敏。
根據研究報告，因口服滴露而中毒的案例很多。滴露是種廣泛使用的家用消毒劑，含有4.8%的氯二甲酚、松油和2-丙醇。在香港，與自殘中毒有關的住院病例中，有10%涉及使用滴露。在一項對67例病例的回顧性研究中，相對常見的嚴重併發症（8%）包括有因吸入滴露液和胃內容物而導致肺炎、心臟驟停、支氣管痙攣、急性呼吸窘迫症和嚴重喉部水腫（伴有上呼吸道阻塞）。

## 毒理學
氯二甲酚通常對人類有輕微至中度毒性（但會引起嚴重的眼睛不適），對鳥類幾乎無毒，對魚類有毒，對淡水無脊椎動物有中度毒性。歐盟認為它是一種皮膚致敏原。
氯二甲酚對較小的脊椎動物，如貓的健康威脅極大，因為其無法將此物質完全代謝並排出體外 - 貓在接觸該產品後可能會透過舔舐爪子而將之吞嚥，讓問題變得更為嚴重。含有氯二甲酚的產品（如滴露）先前曾透過噴霧瓶噴灑在害蟲或入侵物種（如海蟾蜍）身上，會導致這些害蟲不久後死亡。由於西澳大利亞州環境與保育部擔心可能對其他澳大利亞野生動物物種造成傷害，而於2011年宣佈禁止使用滴露作為害蟲防治劑。

## 合成
其他氯取代的苯酚在合成時會產生戴奧辛污染。 而美國環境保護局（USEPA）並未發現氯二甲酚合成物中有此污染物。

## 相關化合物
- 4-氯-3-甲基苯酚 (PCMC) – 與氯二甲酚結構類似/用途類似。
- 2-氯間甲酚（英语：2-Chloro-m-cresol） – 與氯二甲酚有類似的結構。

## 外部連結
维基共享资源上的相關多媒體資源：对氯间二甲苯酚